# Musée croate d'Art naïf
Pour les articles homonymes, voir Musée d'art naïf.

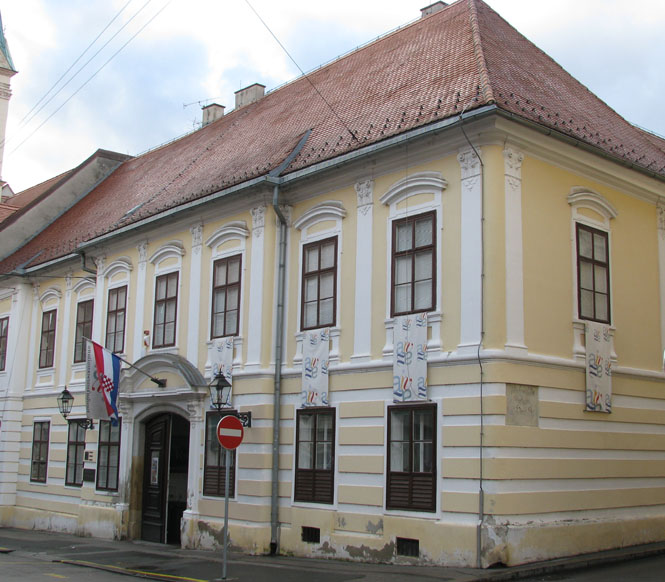
Musée croate d'art naïf à Zagreb

Le musée croate d'art naïf (en croate : Hrvatski muzej naivne umjetnosti) est un musée des beaux-arts à Zagreb, capitale de la Croatie, dédié aux œuvres des artistes naïfs du XXe siècle. La collection muséale comprend plus de 1 900 œuvres d'art - peintures, sculptures, dessins et estampes, principalement réalisées par des Croates.
Ponctuellement, le musée organise des thématiques et des expositions rétrospectives d'artistes naïfs, des rencontres d'experts et des ateliers pédagogiques et des salles de jeux.
Le musée est situé au premier étage du palais Raffay du XVIIIe siècle, sur 350 mètres carrés, à Gornji Grad à Sv. Ćirila i Metoda 3.

## Histoire
Le 1er novembre 1952, la Galerie d'art paysan (Seljačka umjetnička galerija) est fondée à Zagreb. En 1956, se nomme Galerie d'art primitif (Galerija primitivne umjetnosti), et fait partie des galeries municipales de Zagreb (aujourd'hui le Musée d'art contemporain de Zagreb). Depuis 1994, conformément à une décision du Parlement croate, son titre est le Musée croate d'art naïf. Dès le début, l'établissement est organisé et géré selon des principes muséologiques stricts et est considéré comme le premier musée d'art naïf au monde. Selon le ministère croate de la culture, ces principes comprennent : la collecte systématique, la préservation, la restauration, la conservation, la présentation et la protection permanente des objets relevant de la compétence du musée. Depuis 1997, le musée entreprend plusieurs  démarches pédagogiques. Depuis 2002, il se concentre sur la sensibilisation des écoles et du public étudiant, notamment à l'occasion de la journée internationale des musées, le 18 mai. Le musée organise alors des expositions pédagogiques, des ateliers et des brochures destinés au jeune public afin de sensibiliser et d'augmenter la fréquentation .

## L'art naïf en Croatie
L'art naïf ou premier est un segment distinct de l'art du XXe siècle. En Croatie, l'art naïf fut d'abord lié aux œuvres de paysans et d'ouvriers, d'hommes et de femmes ordinaires, dont les meilleurs, au fil du temps, devinrent des artistes professionnels. L'art naïf se compose du travail d'artistes dont beaucoup sont autodidactes, peintres et sculpteurs sans formation artistique formelle, mais qui atteignent leur propre style créatif et un haut niveau artistique. Un style individuel identifiable et une nature poétique distinguent le naïf de l'artiste autodidacte en général. La vue d'un artiste naïf affichera généralement des proportions et une perspective inhabituelles, ainsi que certains illogismes de forme et d'espace. Ces caractéristiques sont l'expression d'une imagination créatrice libre, à l'instar d'autres mouvements artistiques du XXe siècle tels que le symbolisme, l'expressionnisme, le cubisme et le surréalisme.
Au sein de ces diverses formes d'art, les qualités émotives des œuvres sont souvent plus visibles que toute forme régnante de logique ou de raison. Parmi les sujets communs se trouvent la joie de vivre, la nature oubliée, l'enfance perdue et l'émerveillement devant le monde. Cependant, des thèmes plus sombres ou tragiques peuvent aussi se rencontrer.
L'art naïf apparaît pour la première fois en Croatie au début des années 1930 lorsque le pavillon d'art de Zagreb présente une exposition de l'association d'artistes intitulée Country ( Zemlja ) le 13 septembre 1931. Parmi les artistes exposés, deux se distinguent : Ivan Generalić, qui a montré trois dessins et neuf aquarelles, et Franjo Mraz, qui a exposé trois aquarelles. Les artistes veulent montrer que le talent ne réside pas seulement dans certaines classes sociales ou privilèges et ont commencé l'association avec l'art naïf et les peintures de villages ou d'artistes de la campagne plutôt que des villes. Les thèmes de l'art naïf croate se diversifient dans les années 1950, des villages aux "classiques personnels", qui comprenaient des monuments et des objets architecturaux et marquent le début d'une période nommée "art primitif moderne".

## Collections
Le Musée croate d'art naïf abrite plus de 1 900 œuvres d'art : peintures, sculptures, dessins et estampes. Parmi ceux-ci, environ 80 pièces sont exposées, allant du début des années 1930 aux années 1980. L'accent est mis sur les artistes croates, de l'école Hlebine par exemple, et quelques-uns des artistes indépendants les plus appréciés. En outre, des œuvres d'artistes importants d'autres nations sont également exposées.
La collection présente les premiers maîtres de l'école Hlebine, avec des œuvres à partir des années 1930. Ivan Generalić figure parmi les premiers peintres naïfs de Croatie à développer un style créatif distinctif et à atteindre un niveau professionnel élevé dans son art. D'autres artistes de la première génération de l'école Hlebine incluent Franjo Mraz, un contemporain de Generalić, et Mirko Virius, qui s'est fait connaître quelques années plus tard. Les sculptures en pierre de Lavoslav Torti, et celles en bois de Petar Smajić constituent les premiers exemples de la sculpture naïve croate.

## Expositions spéciales
Le Musée organise des expositions thématiques spéciales axées sur des artistes individuels ou pour mettre en évidence des aspects spécifiques de l'art naïf. Ces expositions récentes comptent "Maîtres étrangers dans la collection", "Unknown Skurjeni" et "Ivan Lacković / Expériences artistiques".
En plus des expositions thématiques dans le musée, des expositions itinérantes sont organisées dans d'autres endroits en Croatie et à l'étranger afin d'atteindre un public plus large. Les œuvres d'art des fonds du musée ont récemment été exposées au Japon (2006), en Italie (2002), aux États-Unis (2000), et en Slovaquie (2000). On estime que plus de 200 000 visiteurs ont vu ces salons internationaux.